# Quackshot
Quackshot är ett plattformsspel till Sega Megadrive. Spelet släpptes i Japan och USA o december 1991. I Japan heter spelet I Love Donald Duck: Garuzia Ou no Hihou (アイ ラブ ドナルドダック グルジア王の秘宝?).
Spelet handlar om Kalle Anka och hans tre brorsöner, Knatte, Fnatte och Tjatte, som är ute på skattjakt. Spelet var en del av en serie spel baserade på Disneyfigurer som Sega USA producerade till Sega Megadrive. De andra är Castle of Illusion, Fantasia och World of Illusion.

## Handling
Kalle Anka hittar en skattkarta i en bok när han bläddrar bland Farbror Joakims böcker. I boken står det att Kung Garuzia var kung över ett stort ank-rike, innan han dog, gömde han sin största skatt på en hemlig plats. Kalle blir glad och springer genast hem, vad han inte märkte var att en av Svarte Petters hantlangare hade spionerat på Kalle. När Kalle och Knattarna ska åka iväg i sitt plan kommer Kajsa, hon är arg, Kalle hade lovat henne att han skulle komma på middag hos henne. Kalle berättar att nånting viktigt har kommit ivägen och att det ska bli en överraskning för henne. Sedan ger sig Kalle och Knattarna av med Svarte Petter i hälarna.

## Banor
Från början finns det tre olika banor på världskartan:
- Ankeborg
- Mexiko
- Transsylvanien

Men senare kommer flera banor fram:
- Vikingaskepp
- Egypten
- Maharadja
- Sydpolen

När spelaren klarat av alla dessa platser hamnar denne på Svarte Petters bas, och får slåss mot honom. Efter det får spelaren åka till Skattkammarön, där kung Garuzias skatt hittas.

### Fotnoter
1. 1 2 3   Quackshot: Starring Donald Duck Release Information for Genesis, GameFAQs, arkiverad från ursprungsadressen  den 18 oktober 2012, https://web.archive.org/web/20121018071444/http://www.gamefaqs.com/genesis/586403-quackshot-starring-donald-duck/data, läst 12 september 2013